# Phaseolus longiplacentifer
Phaseolus longiplacentifer là một loài thực vật có hoa trong họ Đậu. Loài này được Freytag mô tả khoa học đầu tiên năm 2002.